# 小佐田昌計
小佐田 昌計（こさだ まさかず、1943年または1944年 - ）は、日本の地方公務員。元和歌山県副知事。瑞宝中綬章受章。

## 人物・経歴
1968年 (昭和43年) 大阪市立大学法学部卒業。和歌山県庁入職。2000年 (平成12年) 10月 大平勝之の後任として知事公室長。和歌山県副知事に就任。2004年11月 関西国際空港エアポートプロモーションを展開し山東省人民政府や北京市、上海市などで同空港への増便を働きかけた。2006年3月 和歌浦シーサイド株式会社を解散。同年12月 木村良樹知事が和歌山県談合事件に伴い逮捕され、辞職した際には県知事職務代理者を務めた。
県庁退職後、2011年9月に告示されたかつらぎ町長選挙に立候補。約700票という僅差で井本泰造に敗れ落選。

## 栄典
2017年4月 春の叙勲で地方自治功労により瑞宝中綬章を受章